# Lardeau River
Lardeau River är ett vattendrag i Kanada.   Det ligger i provinsen British Columbia, i den södra delen av landet, 3 100 km väster om huvudstaden Ottawa. Lardeau River ligger vid sjön Duncan Lake.
I omgivningarna runt Lardeau River växer i huvudsak barrskog. Trakten runt Lardeau River är nära nog obefolkad, med mindre än två invånare per kvadratkilometer.